# Erioptera persessilis
Erioptera persessilis là một loài ruồi trong họ Limoniidae. Chúng phân bố ở miền Cổ bắc.